# 輔仁大學北平時期

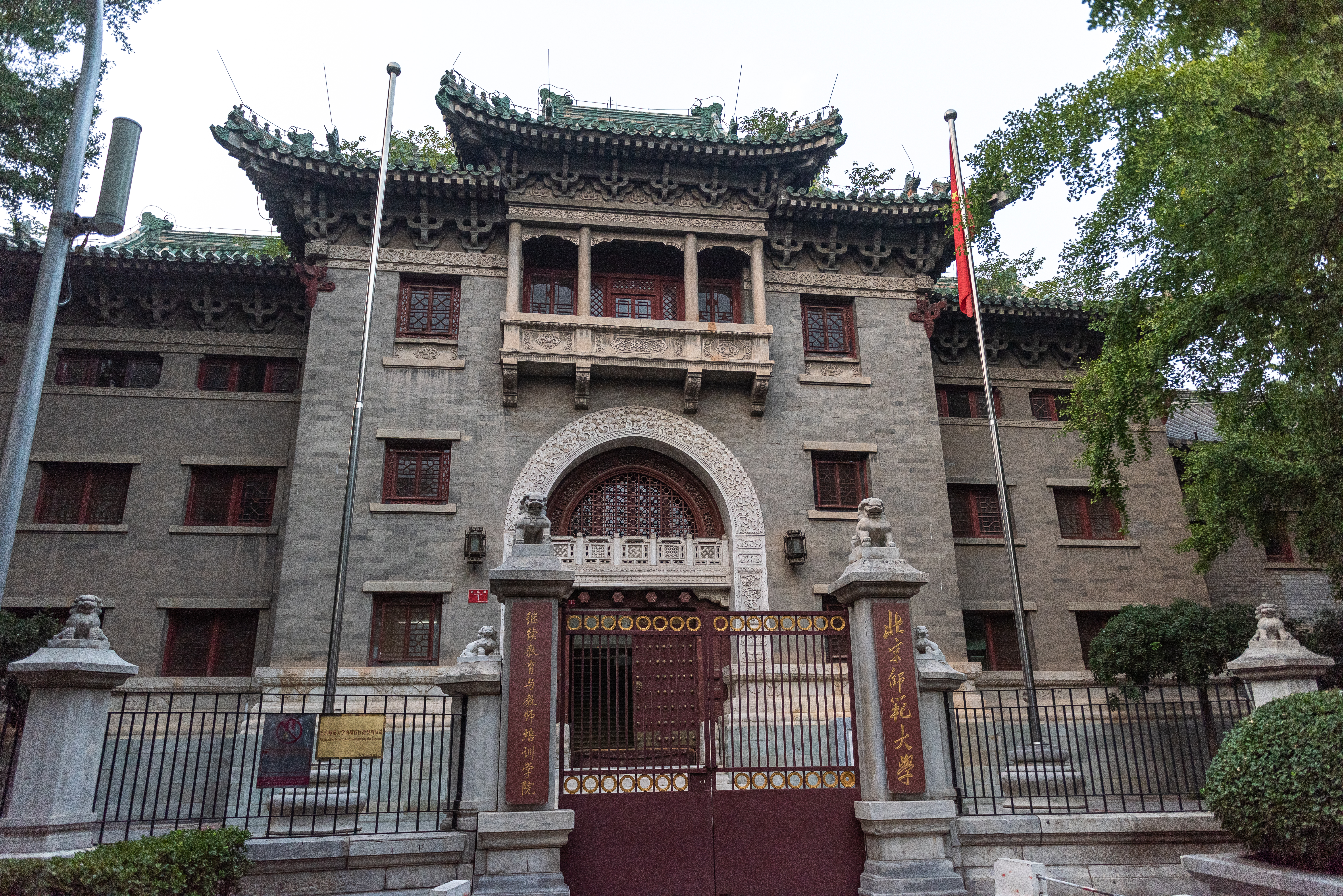
北京辅仁大学旧址，位于中国北京市西城区定阜街1号（近松树街）

輔仁大學北平時期（英語：The Peping/Peking/Beijing period of Fu Jen Catholic University），簡稱北平輔大或北京輔大，是指輔仁大學建校於北平（今北京）的時期，為輔仁大學校史上最初始的發展期，包含5個前身校名——輔仁社（Fu Jen Academy）、北京公教大學、私立北京輔仁大學、私立北平輔仁大學以及國立輔仁大學。
該時期起始於1912年輔仁社建立，至1925年輔仁大學正式建校（時稱北京公教大學），1952年輔大被併入北京師範大學後結束。1930年代，設址於北平濤貝勒府、恭王府的輔大，常與北京大學、清華大學、燕京大學並稱「北平四大名校」（或加上北師大而成「五大名校」）；在中國抗日戰爭時期，成為淪陷區內實質上的最高學府。輔大在北平時期直屬於羅馬教廷傳信部，與在台復校後改隸羅馬教廷教育部直屬有所不同。

## 大學沿革

### 醞釀創校 (1912年－1924年)

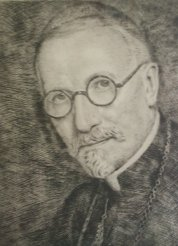
大力促進輔大創校的教廷傳信部秘書長刚恒毅

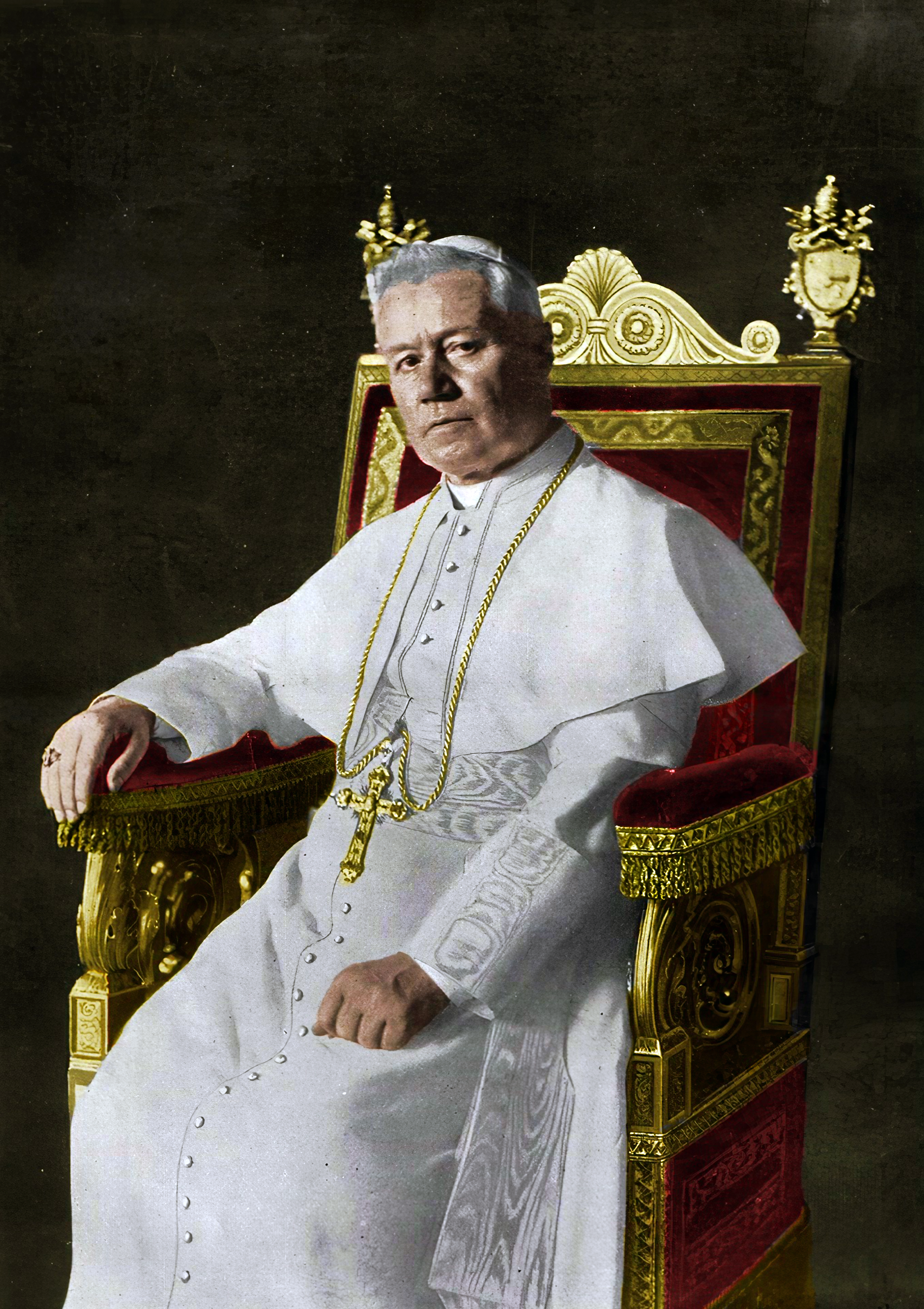
第一封輔大創校芻議的收件人：教宗碧岳十世

輔仁大學的最初階段「北京公教大學附屬輔仁社」雖為天主教傳教而創立，但自始即與其他大型傳教事業迥異。因輔大並非西方教會單向設置的機構，而是先由中國天主教知識份子倡議，經過教宗首肯之後，再由美國本篤會會士主責所創。
輔大的創立，延續了明末清初利瑪竇與耶穌會會士的「學術傳教」傳統，迄創立前夕，天主教在華已有2所耶穌會經營的高等教育中心（上海的震旦學院，天津的津沽大學）。當時的中國知識份子致力實現中國現代化，其中的天主教徒亦無不同，滿清旗人後裔英斂之與震旦學院、復旦大學創辦人馬相伯就是其中之一。
1912年，英、馬二氏以中國天主教領袖人物的身分，共同撰寫了《上教宗求為中國興學書》，提倡在北京建立一座天主教大學。英斂之隨後於香山靜宜園創立「輔仁社」。因學校理念與震旦學院十分類似，輔仁社也受到馬相伯的大力支持。
《上教宗求為中國興學書》節錄：
|  | ......在我華倡問學問，而大開大學堂者，英、德、美之耶穌教人皆有，獨我羅馬聖教尚復闕如，豈不痛哉！即以北京而論，我聖教不獨無大學也，無中學也並高等小學而無之，只有一法文小學，學費之鉅，只可招收外人求學而已。學成之後，只可依外人謀生而已。前清亦嘗以京師大學堂託我傳教士矣，詎竟辭不受。致使教外人代之。由是該教教徒，自舊清已躋政府，於今更盛。 ......側聞聖座，令在日本，創一東京大學，說者謂時機已遲。而在我華，則時機方熟。善迎之，大可以養成教內外通國之子弟，聯絡教內外通國之父兄，其為益勝於合約之保障，十百千倍。伯多祿捨魚以漁人之術智，其在斯乎？倘我羅馬聖教，不我遐棄，不終漠然置之於異教人之手；則極望多遣當今博學良善而心謙者，廣為師傅。......但一國之廣場，以往例今，端恃本國之有神品者繼承不絕。譬如一家之內，貴能有自食其力者，萬不能專恃外債以生存也，明矣。方今我國政治之不良，科學之不明，事業之不精，土地之荒蕪，公益之疏窳，掌堂之淺陋，隨處皆然。其求助歐西之文化，不啻雲霓。而稍明時局者，亦漸知民德歸厚，捨宗教無由。 |

信件內文一再提及基督新教不僅在中國教育事業的耕耘領先舊教（即天主教）甚多，且此一形勢幾乎是法國傳教士壟斷中國保教權，但政策短視（廣設中小學，不設大學）的結果。英、馬二氏越過本土教會組織遞陳《興學書》，不僅鋪就建立輔仁大學的坦途，也使得中國教會開始突破法國修道會的壟斷勢力。
《興學書》雖使羅馬教廷大為心動，但宗座直到1919年才派遣廣東宗座代牧光若瀚主教（Jean Baptiste Marie de Guebriant MEP）進行深入了解。光主教在報告中肯定了「中國興辦一所天主教大學」的需要。
不久，歐陸爆發第一次世界大戰，創立大學一事遂暫告延宕。

### 晉身名校 (1925年－1936年)

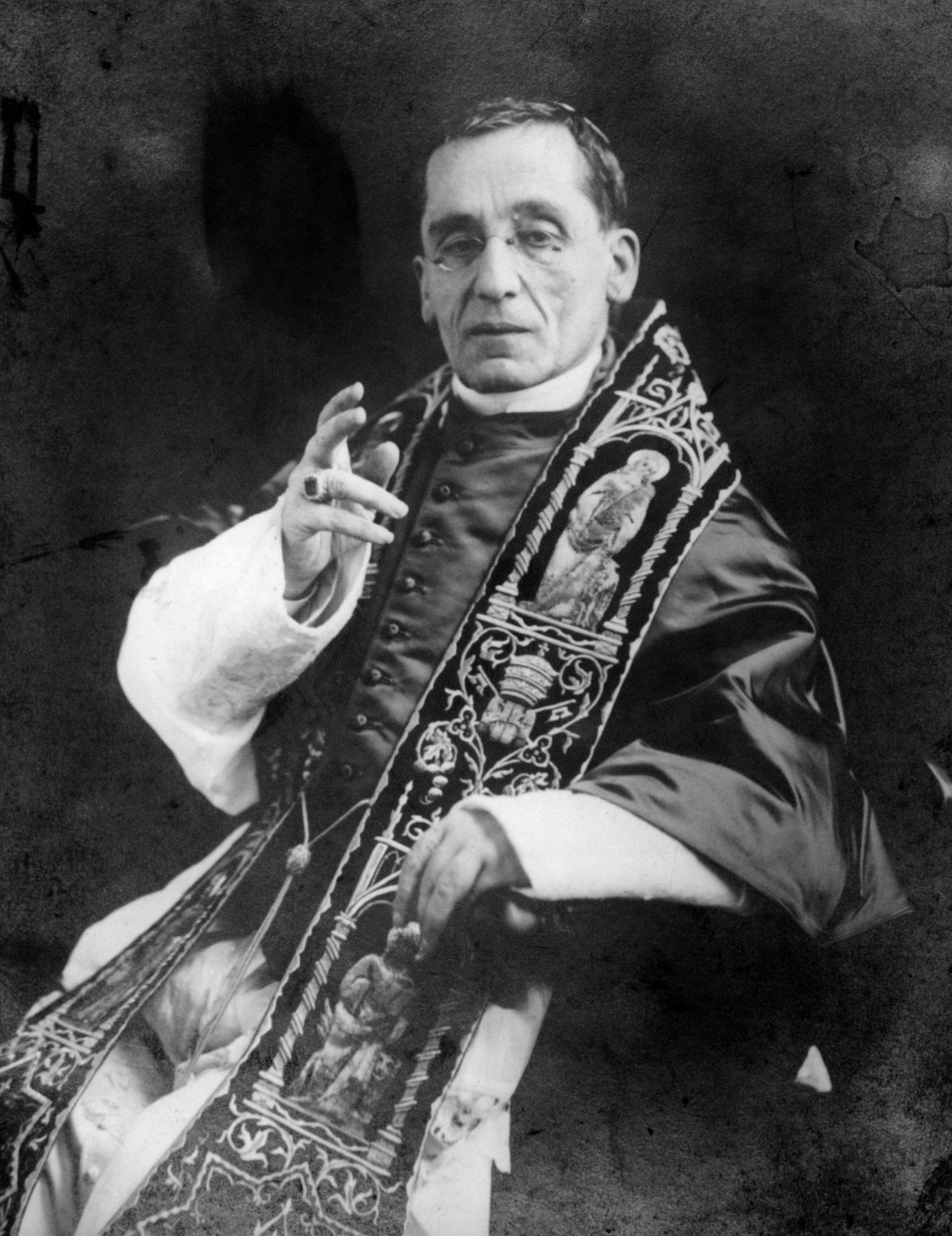
派員評估輔大創立事務的教宗本篤十五世

1922年6月22日，羅馬教廷傳信部指派美國本篤會的聖文森會院加西尼聯會主責輔大創立事務，會院的文獻記載：
|  | 過去幾年來，一直思索在北京創辦一所公教大學，但是迄今毫無動靜……熱切渴望促成此事的傳信部，認為本篤會在中世紀時曾拯救拉丁文和希臘文免於毀滅，應於北京建立一所中國的高等教育機構，使聖教在中國廣大的土地上穩健成長。 |

1925年2月，聖文森會院總院長奧理略‧司泰來（Dom Aurelius Stehle）與奧圖爾神父一同抵達中國，分別擔任北京公教大學（英語：The Catholic University of Peking）的教廷督導與校長。3月20日，永租前清貝勒載濤的涛贝勒府，成為最初校址。至此，輔仁大學的設立已告底定。
|                                    | 輔仁大學擔負著中國新生的使命。 |
| ——第一任教廷駐華宗座代表剛恒毅樞機 |                                |

1927年北洋政府准予試辦，是為「私立北京輔仁大學」（英文校名未變）。1929年呈請國民政府教育部正式立案，因應北京改名北平而改稱為「私立北平輔仁大學」。
1930年，輔大在府邸花園南部和馬圈舊址建造中西合璧式的新樓，建築面積4萬600平方米。新樓為2層磚混結構，正門為三層，有四面圍樓和中間樓房圍成兩個天井。外牆磨磚對縫砌造，牆身厚重，收分明顯。正門為漢白玉大拱門，3個歇山式屋頂，屋脊正中豎十字架，四角加歇山式角樓。立面上混雜使用中國古建築手法，有綠琉璃屋頂、漢白玉須彌座，雜有南方封火牆、封簷板和小泥仿木斗拱，格局基本完整。

### 碩果僅存 (1937年－1945年)

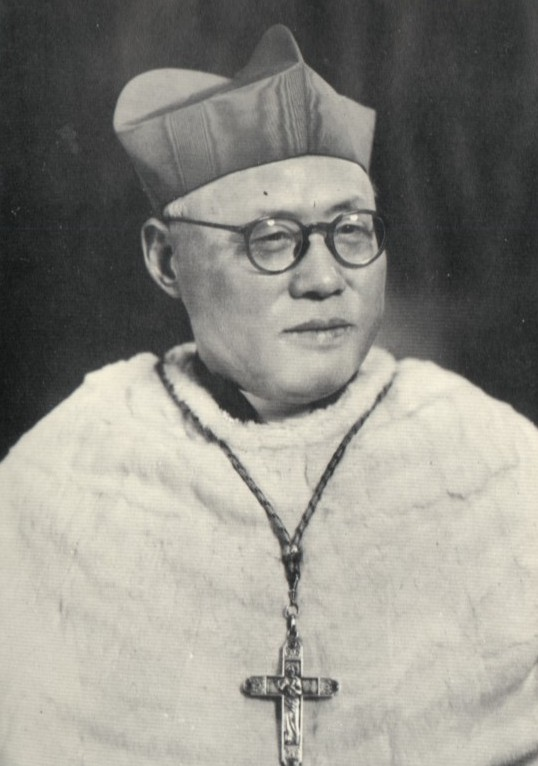
董事田耕莘，戰後被冊封為樞機主教

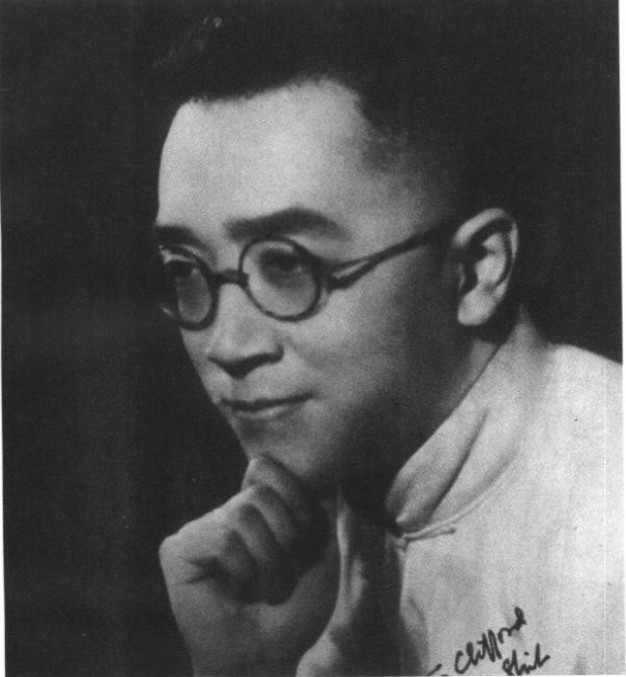
董事胡適，戰後任在台復校顧問

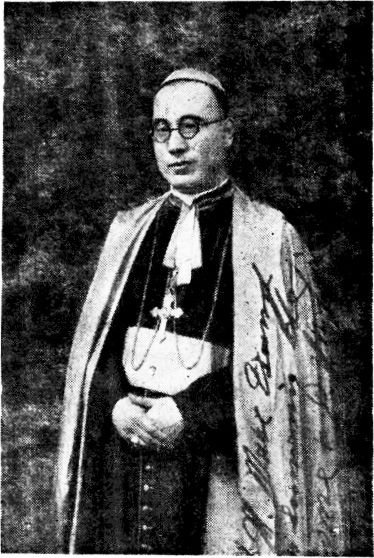
董事長于斌，戰後任在台復校校長且被擢升為樞機主教

1937年7月7日盧溝橋事變爆發，日軍攻佔北平，華北各大院校一時風聲鶴唳，上焉者及早南遷，另謀發展（如北京大學、清華大學、南開大學遷至雲南另組西南聯合大學），下焉者原地不動，坐待日軍接管，名存實亡。對於人去樓空的大學，日本當局多以「原地開設同名大學」因應之。輔大由於羅馬教廷、德國聖言會的國際背景，夏季仍在砲聲隆隆中正常招生。
除了教廷與德國的庇護外，另有一名日本皇族背景的西井教授在社會系任教，也讓日本當局不敢隨意騷擾。
碩果僅存的輔大，此時積極聯絡平津其他國際性教育團體，達成在沦陷区內共同遵守三項原則的決定：
1. 行政獨立
2. 學術自由
3. 不懸偽旗，以示不屈。

1938年，輔大繼續招收文學、教育與數學系，聖神修女會主辦女院，為輔大招收女生之始。翌年，理學院各系也開始招收女生，並增設家政學系。
1941年，輔大校內中外人士鑑於國際風雲越趨險惡，預知美日衝突必不可免，乃將美國籍教職員陸續撤退，由德國籍人士漸次遞補。12月8日太平洋戰爭爆發，一日之間燕京大學、協和醫學院等校旋遭日本強制接收。未能及時撤退的少數輔大美國籍教職員被投入山東潍縣之集中營。由於日德義三國結盟（軸心國），故德國籍教職員未遭迫害。同時輔大主持單位已改為德國聖言會，成員大多為德國籍司鐸，故校務如常運作。其他公私立高校或被關閉，或被接辦，獨獨輔大孑然屹立，碩果僅存。
1942年，輔大教授英千里與員生多人因秘密組織抗日活動被捕入獄。秋天，校方在重壓之下被迫新增「日本語言文學系」與「西洋語言文學系德文組」，同時改美術專修科為美術學系。翌年4月，英千里遭嚴刑逼供而不屈不招，終獲釋放。
1943年秋，輔大師生在日本壓迫威脅之下，仍拒絕接受當局之命令，繼續依循中華民國國民政府之學制、校曆與假期規定。同時積極擴充學系，以招收淪陷區失學青年入學，由於輔大乃唯一不受日本控制之大學，故淪陷區青年莫不以考入輔大為榮，在學生驟增為4000人。此一時期，社經學系分為社會學系、經濟學系；美術學系分為國畫、西畫兩組；增設附屬小學及幼稚園。至此，幼稚園、小學、中學、大學、研究所一貫完整學制完全具備。淪陷最初的三年，成為輔大迅速擴張發展的時期，亦保持了一片故都學府的「淨土」。
1944年3月下旬，日本敗象已現，輔大秘書長英千里領導的地下抗日工作，日趨積極，終於在日本當局「徹底毀滅重慶分子」的口號下，遭到了大搜捕，一夕之間，僅北平一地即逮捕學生教員300餘人，英千里亦再度被捕。總計先後被捕，慘遭非刑判處的有：
- 英千里（教授兼秘書長、西語系主任）
- 董洗凡（教授兼代文學院院長）
- 張懷（教授兼教育學院院長）
- 徐淦泉（教授兼代教育學院院長）
- 胡魯士（荷蘭籍，教授兼教務長）
- 伏開鵬（教授兼訓育課主任）
- 趙錫禹（教授）
- 陸懷寶（副教授）
- 趙衛邦（研究所）
- 喬明順（講師）
- 李桓（講師）
- 李諶（講師）
- 左宗綸（講師）
- 高嬰齊（講師）
- 趙光賢（講師）
- 莫純良（講師）
- 葉德祿（講師）
- 葛信益（講師）
- 祝福祥（講師）
- 歐陽湘（講師）
- 牛繼昌（講師）
- 左明徹（講師）
- 孫碩人（助教）
- 朱瑾章（女，助教）
- 鄭國柱（助教）
- 劉福洲 （助教）
- 王文光（助教）
- 劉不凡（中學主任）
- 李鳳樓（體育教育）
- 李寶勳（訓育課長）
- 丁德勛（中學教員）
- 楊汝梅（中學教員）
- 仇金閣（中學教員）
- 孫金銘（學生）
- 秦晉（學生）
- 吳師循（學生）。

學者習賢德總結：
|  | 如此長串遭敵偽拘捕迫害的名單，竟然就集中在一所私立大學裡，輔大教職員生愛國情操之高昂，無畏強梁侵逼之勇氣，在抗戰期間可謂各方表率。 |

### 光榮時代 (1945年－1948年)
1945年8月15日，軸心國日本宣布無條件投降，第二次世界大戰由此告終。國民政府基於輔大師生於抗戰期間忠貞愛國，孤立於敵佔區仍抵抗不屈的事實，除明令嘉獎外，乃破例追認北平淪陷時期的輔大學生之學籍，司鐸書院學生同時獲准併入輔大。
輔大理學院經過未曾中斷的十餘年發展，及至此時其學術聲譽已名滿全國。錢思亮、王普均等名教授均曾於輔大任教，日後享有世界性聲譽的原子能科學家──鄧昌黎、馮彥雄二氏此時即為輔大物理學系與化學系的畢業生。同年12月24日，校董田耕莘（兼青島教區主教）獲冊封為樞機主教。由此，國內以輔大英勇抗戰之事蹟，國際以校董晉牧之盛事，輔大一時譽滿京華，迎來了北平時期的最光榮時代。
1946年8月，聖言會派任美國籍神父芮歌尼（Rev. Harold Regney SVD）為新任教務長，雷冕博士改任副校長。同年9月，增設農學院，農學系正式上課，同時醫學預科亦逐步充實，以做為開辦醫學院之準備。由於財政日益困難，輔大總務處乃購入貨輪「利公號」一艘行駛於天津、上海與基隆之間，以期收入補貼辦學經費。是年率先登陸臺灣的輔大同學則開始籌組輔大校友會，並於臺中大肚舉行成立大會，出席校友達20餘人。

### 最後時光 (1948年－1951年)

與輔大素無淵源的耶穌會，日後成為在台復校的三大單位之一

1948年春，校方鑑於時局動盪，始有遷校之計，旋即派遣事務主任徐思本（Rev. Hussberg SVD）及富施公（Rev. Fvchs SVD）兩位司鐸到臺灣進行考察。同年8月，徐思本司鐸再度來臺，並於臺北市長安東路一段購置房屋一棟（今長安天主堂所在地）作為輔大在臺辦事處，同時約聘董事若干。臺灣省政府亦允諾贈與圓山附近土地作為輔大在臺校址。隨後前教務長雷冕奉派來臺主持，相關事務皆順利進行。然而，大陸局勢須臾急轉直下，聖言會羅馬總部乃電令停止一切活動，遷校計畫終於全部放棄。
1949年2月1日，中国人民解放军进驻北平。以外籍聖職人員為主的意見認為輔大將成為中共迫害的對象，擬將圖書儀器遷運國外，但遭到中共地下黨員學生的強力扣留，最終僅能運出鮑潤生神父（Fr. Biallas SVD）購置，非輔大名下財產的《華裔學志》等部分圖書。遷運計畫始動之後，中共和解放军旋即於各大報為文攻擊校方當局，並成立了排除天主教人士的輔大改組委員會，以天主教轄下的輔大作為反天主教行動之中心。有鑑於此，聖言會遂拒絕繼續資助輔大之校務開支，中共黨員學生於是劫持校務長芮歌尼，施以暴力毆打，芮氏不得已，乃設法維持經費供給至6月30日。
8月26日，輔大前景艱難之際，在美國芝加哥負責募款的聖言會泰肯神父（Rev. Ralph Thyken, S.V.D.）抵達日本東京，協商「一所新的名古屋天主教大學」的相關事宜。英文報章以「美國的輔仁大學領導人」（Peking Catholic University Head）稱呼泰肯。
1950年春，因輔大部分教職員長期進行極端的反天主教運動，董事會擬不予續聘，但中央人民政府教育部隨即出面干涉，停聘一事未能落實。同年8月1日，梵蒂岡教廷教育部正式停止撥付經費，中央人民政府教育部乃於9月25日向聖言會代表芮歌尼提出「五項基本原則」，其中包含「教職員生有不信教、反宗教的自由」及「教會方面絕無否決人士聘任之權」此類的苛刻條件，芮氏五天後轉達的教廷回應，便不難出乎時人的預料了——「除非從基本上改變五原則，補助費絕予停止。」北京輔大作為一所天主教大學的道路，由此走到了盡頭。
是年10月10日，中華人民共和國中央人民政府宣布接辦輔仁大學，兩日後正式接辦，校名也隨着改隸而改稱「國立輔仁大學」（National Fu Jen University），雖然神父仍可留校任教，但在梵蒂岡的撤退政策下，「天主教」無論在校名裡或實質上，皆已瀕臨壽終正寢。七日後，芮歌尼奉命返美時，中央人民政府的有关部门拒發出境許可證，為不久後的整肅行動埋藏了伏筆。
1951年7月25日凌晨四時許，中国人民解放军有关人员將校務長芮歌尼、神父閔明我等10人搜捕入獄，期間返復疲勞審訊，備受酷刑，最終以「美國間諜罪」罪名判處死刑（未立即執行）。校內教廷勢力經此打擊，已無法對校務產生任何影響力，辅仁大学就此成为国有大学。随后，1952年夏天，辅仁大学在中国高等院校院系调整中被取消，校舍中的十字架被破壞搗毀。原辅仁大学校長、著名历史学家陈垣也被调任至北京师范大学，担任北师大的新校长。原辅仁大学校区并入北京師範大學的北校區。人員與系所編制則為北京大學、北京師範大學、中國人民大學、北京政法學院（今中國政法大學）、中央財政學院（今中央財經大學）所瓜分（其中，包括原校长在内的主体基本并入北京师范大学）。
事实上，以时任辅仁大学校长陳垣为首的大批原辅仁大学学生，在当时就与教会方面的人员有着极大的思想上的冲突。时任辅仁大学校长陳垣等人积极支持辅仁大学学生的反美运动，并积极支持抗美援朝。这一系列举动最终促使教会方面的人员撤出辅仁大学。
北平時期校友逾1萬2千人。

### 現況與復校呼聲
位於北京內城內五區的北平輔大校址，現為「北京師範大學北校區」、「輔大北京校友會」以及「中國天主教愛國會」的所在地。
儘管輔大已於1961年在台復校，但仍有呼聲希望輔大在北京原址復校。輔大校友、中國第一夫人、曾任中華人民共和國第六、七屆全國政協常委的王光美就曾於1987年提出此議。但因北京校地以及「輔仁」商標皆為北京師範大學所有，且由于中华人民共和国中央人民政府不准許教會興學，故原址復校仍難以實現。

## 大學年表
- 1913年 - 秋季 - 英斂之在北京靜宜園創辦輔仁社，招收教會青年入學。
- 1917年 - 夏季 - 河北爆發嚴重水患，英斂之募款賑災，輔仁社停辦。
- 1921年 - 12月17日 - 教廷傳信部向本篤會總會長轉達在華辦學諭令。
- 1923年 - 8月7日 - 美國本篤會接受創校委託，Aurelius Stehle負責建校工作。
- 1925年 - 3月26日 - 永租濤貝勒府為大學校址，佔地65畝，房屋600餘間。
- 1925年 - 8月15日 - 社長英斂之手訂《北京公教大學附屬輔仁社簡章》。
- 1925年 - 10月1日 - 正式開學，學生共2班23人，均為教會子弟。
- 1925年 - 11月 - 呈報北洋政府教育部，私立北京輔仁大學獲准立案。
- 1927年 - 2月21日 - 第二學年開學，學生增至120餘人。
- 1929年 - 6月 - 董事會重組，由張繼、馬相伯、柯劭忞等27人組成。私立北平輔仁大學向國民政府註冊立案。
- 1929年 - 夏季 - 爆發大規模學潮，遭南京當局降格「學院」，8月16日復名。
- 1930年 - 9月 - 新校舍竣工，西面另闢新門，為大學校址（定阜大街1號）。
- 1931年 - 夏季 - 共計11人成為首批畢業生。
- 1932年 - 11月22日 - 魯迅蒞校演講《今春的兩種感想》。
- 1933年 - 2月18日 - 本篤會受經濟大蕭條波及，校務改交德國聖言會主持。
- 1934年 - 3月 - 董事會重組，由張繼、馬相伯、胡適等15人組成。
- 1935年 - 12月9日 - 一二九運動爆發，由輔大學生彭濤、韓仲銓、史國定等領導籌劃。
- 1937年 - 蘆溝橋事變爆發，日軍佔領北平，因教廷、德國的國際背景，校務活動如常。
- 1941年 - 12月8日 - 太平洋戰爭爆發，未及撤走的美籍教職員被投入日軍集中營。
- 1945年 - 8月 - 抗戰勝利，國民政府追認淪陷時期畢業學生學籍。
- 1949年 - 1/2月 - 北平和平解放，校務改交中央人民政府主持。
- 1951年 - 1/2月 - 輔大收歸中華人民共和國國有，改稱國立輔仁大學。
- 1951年 - 7月25日 - 美籍校務長與神職人員被捕入獄，因莫須有的「美國間諜」罪名判處死刑。
- 1952年 - 暑假 - 中国高等院校院系调整，解散後的輔仁大學校地校產被併入北京師範大學。哲學、經濟等4系部分師生分併北京大學、中國人民大學、北京政法學院、中央財政學院。

## 歷史名師
中央研究院院士：
- 胡適、陳垣
- 翁文灝、錢思亮

中國科學院院士：
- 邢其毅、季羨林
- 范文瀾、袁翰青
- 曾昭掄、張青蓮
- 鄧之誠、鄭振鐸
- 魏建功、羅常培

## 附屬小學、幼稚園
根據北平輔大教育學院院長張懷的主張，輔大附小及輔大附幼於1943年成立。1952年，附小易名「北京市西城區劉海胡同小學 （页面存档备份，存于）」，附幼則遭撤銷。

## 外部連結
- 看首都古今風采：輔仁大學 （页面存档备份，存于）

39°56′04″N 116°22′41″E / 39.93443°N 116.37800°E